# Terceira Armada Espanhola
A Terceira Armada Espanhola, também conhecida como Armada Espanhola de 1597, esteve envolvida em um grande evento naval que ocorreu entre 18 de outubro e 15 de novembro de 1597 como parte da Guerra Anglo-Espanhola. O ataque da Armada, que foi a terceira tentativa da Espanha de invadir ou atacar as Ilhas Britânicas durante a guerra , foi ordenado pelo Rei Filipe II da Espanha em vingança pelo ataque a Cádis após o fracasso da Segunda Armada Espanhola no ano anterior devido a uma tempestade. A Armada foi executada pelo Adelantado Martín de Padilla y Manrique, 1º Conde de Santa Gadea, que esperava interceptar e destruir a frota inglesa sob Robert Devereux, 2º Conde de Essex quando essa retornava da fracassada Expedição aos Açores. Quando isso fosse alcançado, a Armada iria capturar o importante porto de Falmouth ou Milford Haven e usar esses lugares como base para invasões.
Quando os espanhóis chegaram ao Canal da Mancha, porém, foram dispersos por uma tempestade que dispersou a sua frota. Mesmo assim, alguns navios avançaram e até desembarcaram tropas nas costas inglesa e galesa. A frota inglesa que retornou e que havia sido dispersada pela mesma tempestade, não sabia que os espanhóis tinham vindo para interceptá-la e chegou em segurança à Inglaterra com a perda de apenas um navio. Padilla finalmente ordenou uma retirada de volta para a Espanha. Os navios ingleses que retornavam capturaram vários navios espanhóis, dos quais foram obtidas informações valiosas sobre a Armada. Seguiu-se então pânico na Inglaterra, em parte porque a frota inglesa estava no mar com a costa inglesa praticamente indefesa. Isso fez com que o relacionamento entre a Rainha Elizabeth I da Inglaterra e o Conde de Essex se deteriorasse ainda mais e Charles Howard, 1.º Conde de Nottingham, assumiu o cargo de Essex como comandante da frota inglesa. Howard imediatamente enviou a frota para caçar os espanhóis, a maioria dos quais havia chegado ao porto. Todos os navios espanhóis restantes foram presos e capturados junto com seus soldados e tripulação.  Filipe assumiu grande parte da culpa pelo fracasso dos comandantes da Armada, particularmente Padilla. Essa Armada foi a última desse tipo que os espanhóis executariam sob Filipe II antes de sua morte.

## Antecedentes
A guerra entre a Espanha e a Inglaterra já durava quase doze anos e ambos os lados alcançaram pouco os seus objetivos. O resultado da intervenção de Filipe II nas [[== Plano de fundo ==
A guerra com a Espanha e a Inglaterra já durava quase doze anos e ambos os lados alcançaram pouco em seus objetivos. O resultado da intervenção de Filipe II nas guerras religiosas francesas em apoio à Liga Católica, significou que os espanhóis estabeleceram guarnições costeiras ao longo das costas francesa e flamenga na década de 1580.  Essas bases tiveram um enorme valor estratégico porque permitiram que a Inglaterra fosse ameaçada pela frota e tropas espanholas. Enquanto isso, a Inglaterra também interveio na França, mas em apoio ao rei Henrique IV, pelo Tratado de Greenwich em 1591. Os espanhóis capturaram Calais em 1596, o que significava que uma invasão da Inglaterra poderia ser mais viável. Como resultado, após pedidos desesperados da França para impedi-la de assinar a paz com a Espanha, a Inglaterra assinou a Tríplice Aliança com a República Holandesa e a França. No ano seguinte, os ingleses enviaram uma Armada sob o comando do Conde de Essex e de Charles Howard para Cádis, que foi capturada e saqueada. Filipe, irritado, logo depois levou em consideração a defesa da península.
Numa onda de vingança após a derrota em Cádis, Filipe II enviou ordens para uma grande armada fazer o mesmo com a Inglaterra, tomando o porto francês de Brest. No entanto, logo depois de partir a frota foi destruída pelas tempestades de outono ao largo do Cabo Finisterra, causando graves perdas em navios (incluindo alguns galeões conhecidos como Apóstolos), homens, suprimentos e dinheiro. O custo foi ruinoso, pois os dois navios que transportavam os baús de pagamento desapareceram sob as ondas. O rei espanhol, para não desanimar, ordenou outra invasão, apesar das Cortes Gerais alegarem que os fundos não estariam disponíveis a tempo. Como resultado, as Cortes foram dissolvidas por Filipe e uma crise financeira se aproximou. A derrota de Cádis, o fracasso da Armada, bem como a guerra na França e na Holanda naquele ano significaram que a nação de Filipe entrou em falência pela terceira vez em seu reinado. Somando-se aos problemas do rei e da Espanha, uma colheita pobre começou a fazer efeito no país e milhares de pessoas foram afetadas. Isso fez com que muitos protestassem, pois não conseguiam pagar seus impostos. A formação da Tríplice Aliança significou que a obtenção de grãos no exterior se tornou mais difícil. Mesmo assim, a frota foi reunida com grande dificuldade e homens foram colocados em serviço em todo o império. Havia uma forte dependência das participações italianas para compensar as perdas da armada fracassada do ano anterior, bem como de fundos e suprimentos.

### A Armada

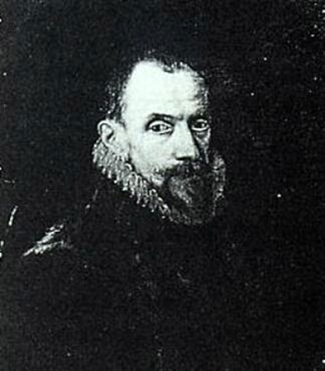
Juan del Aguila - Mestre de campo geral da Armada

Pedro López de Soto, de Castela, Secretário do Adelantado, deveria comandar a frota. A força, de acordo com a estimativa de López de Soto, era enorme em termos de homens, navios e suprimentos. O objetivo original principal era a Irlanda, para apoiar os rebeldes comandados por Hugh O'Neill, conde de Tyrone. No entanto, os comandantes espanhóis seniores queriam atacar a Inglaterra. O rei espanhol interveio e ordenou um ataque a Brest para desviar as tropas das guarnições nos Países Baixos. No entanto, quando chegou a notícia de que os ingleses tinham navegado em força novamente sob o comando de Essex, e estavam primeiro nas costas da Península, depois navegando ao redor dos Açores para capturar as frotas do tesouro, houve um choque na Corte espanhola. Essa notícia colocaria dificuldades para o sistema que Filipe havia criado para si mesmo. O rei foi tão arrebatado pela paixão pela vingança que resolveu cumprir seu objetivo o mais rápido possível, mesmo às custas da preparação.
Em Corunha, a frota foi montada sob o comando de Juan del Aguila como mestre-general de campo, e Martín de Padilla, o Adelantado, como comandante das tropas invasoras. O plano agora havia mudado da Irlanda, tendo como objetivo o porto de Falmouth, na Cornualha. Os espanhóis deveriam manter a cidade e o porto e forçar Isabel à paz ou atrair os seguidores católicos a lhes apoiar. Estimou-se que isso seria muito mais significativo do que a tentativa de invasão de 1588. Os navios de tropas deveriam tomar Falmouth, enquanto os navios de guerra iriam também interceptar e destruir a frota de Essex, que retornava dos Açores. O outro alvo como um desvio estratégico era Milford Haven, no País de Gales, um bom local de chegada, por onde Henrique VII desembarcou seus homens para derrotar o rei Ricardo III na Batalha de Bosworth Field, em 1485. Um observador espanhol notou que Milford continha muitos católicos que eram hostis aos ingleses. As verdadeiras intenções da Armada, no entanto, confundiam os capitães e oficiais, pois eles não sabiam realmente se se tratava de uma invasão, um ataque ou uma interceptação naval. Por medo de espiões e desertores da frota, apenas o alto comando sabia os reais objetivos, e eles não corriam riscos. Tudo seria revelado apenas quando se aproximassem do Canal da Mancha.

Localização de Milford Haven no País de Gales

A tomada e controle de Falmouth ou Milford era uma estratégia que os espanhóis usariam para manter um pedaço da Inglaterra, em retaliação pela tomada de Cádis. Por sua vez, isso seria usado como moeda de troca para forçar as tropas inglesas a se retirar do continente, tanto na França quanto nas Províncias Unidas. Se não o fizessem, os locais capturados também seriam usados como base avançada para o assédio ao comércio inglês e holandês.
Ao todo, 108 navios estavam na Corunha e a maioria dos outros se juntaria após partir de outros portos. Em 1º de outubro, a frota era composta por 136 navios com 34.080 toneladas, dos quais eram 44 galeões reais, com uma tonelagem agregada de 12.686 toneladas, 16 navios mercantes, de 5.880 toneladas, 52 hulks alemães e flamengos para armazenagem, com 15.514 toneladas, e 24 caravelas, pinaças e barcas. Eram 8.634 soldados, 4.000 marinheiros, num total de 12.634 homens e 300 cavalos. Na esquadra de 32 navios de tropa da Andaluzia, estava Carlos de Amésquita que havia invadido a Cornualha dois anos antes. Esses carregavam as unidades militares espanholas de elite conhecidas como terços, muitas das quais eram dos domínios espanhóis na Itália, como Nápoles e Lombardia e raramente foram derrotados em batalha.
A Armada Espanhola de 1597, por mais incompleta que fosse, fez-se ao mar a partir da Corunha em 18 de outubro. No entanto, sua força militar era muito diferente daquela prenunciada pela estimativa de López de Soto.

## Execução
A Armada partiu de Corunha e Ferrol, após o que uma frota sob o comando do almirante Diego Brochero iria encontrar outra no rio Blavet, na Bretanha (sob o domínio espanhol), com mil homens sob o comando de Pedro de Zubiaur. Zubiaur juntou-se a eles para um conselho de guerra que foi feito para resolver os detalhes finais do desembarque.
Após três dias de navegação com bom tempo, a frota chegou ao Canal da Mancha, após avançar em direção à costa inglesa sem oposição. Enquanto navegavam, um navio inglês foi interceptado e afundado, com o que restou da tripulação sendo feitos prisioneiros.

### Tempestade

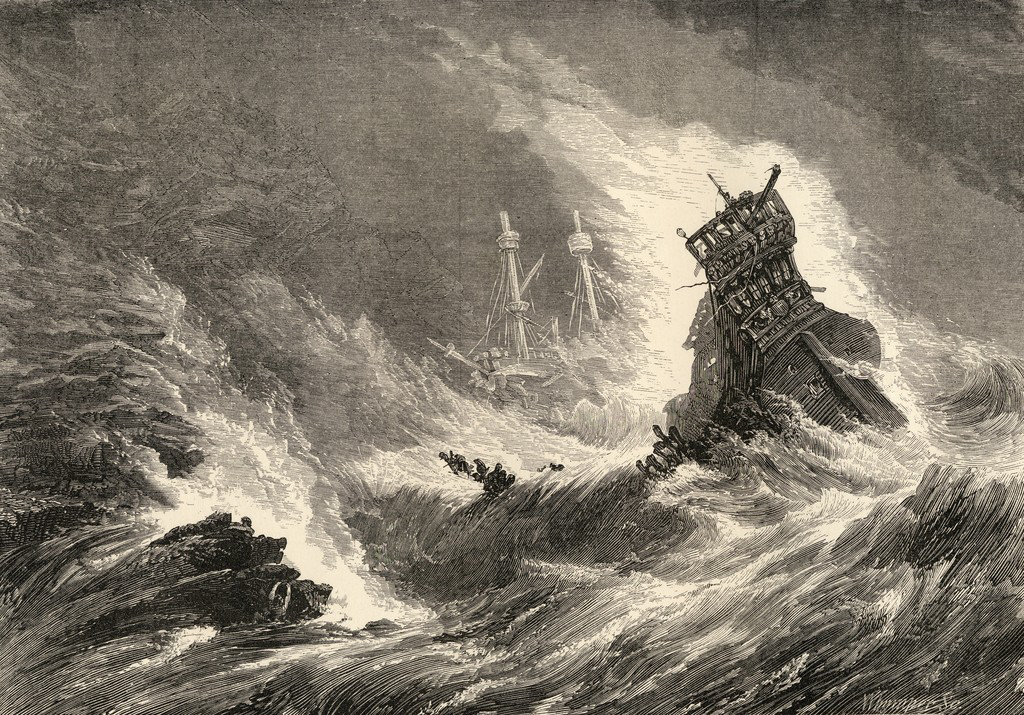
Navios espanhóis em uma tempestade.

Porém, os acontecimentos mudaram, o tempo mudou. Um vento leste se transformou em vendaval e por alguns dias a tempestade continuou. Dessa vez, no entanto, não houve resultados catastróficos como os de 1588 e os espanhóis eram mais organizados na comunicação entre os navios.
A princípio, o Adelantado tentou resistir à tempestade na esperança de que o tempo cedesse. Mas, na madrugada do dia seguinte, os ventos só se intensificaram. Durante três dias a tempestade soprou, as perdas de navios espanhóis aumentaram e o San Lucas encalhou no Lizard jogando fora seus cavalos e mulas. O galeão que transportava Dom Pedro Guevera, general de artilharia, pegou fogo e explodiu numa tremenda explosão, nunca mais sendo visto. Outro grande navio com equipamento de cerco e inflamáveis (para queimar navios ingleses em Falmouth) também sofreu uma explosão catastrófica que levou consigo um navio francês fretado cheio de soldados. Apenas um dos grandes galeões afundaram, o San Bartolomé, quando foi atingido pelas rochas perto das Ilhas Scilly. No San Pedro, Brochero teve que abandonar a estação para um porto da Biscaia, pois o navio estava gravemente danificado, mas ele foi lançado ao mar novamente em um flyboat e voltou à Armada. Ele tentou reuni-los em um último esforço para fazer um pouso em Milford Haven, Waterford, Cork ou Brest. Na noite de 25 de outubro, vendo que as correntes eram implacáveis, Brochero relutantemente ordenou que os navios restantes começassem a se separar e a se dispersar, cada um pensando em sua própria segurança.

### Interceptações e desembarques
Um navio espanhol danificado pela tempestade foi capturado nas Ilhas Scilly por um pináculo inglês. Embora tenha afundado a caminho de Penzance, os prisioneiros, incluindo seu capitão, mestre e comissário, foram enviados para Falmouth. Aqui o capitão inglês informou que a frota espanhola estava a cerca de trinta léguas das Ilhas Scilly. Além disso, os prisioneiros espanhóis tinham consigo cartas e planos para o seu encontro em Falmouth. Essa foi a primeira indicação da presença da Armada na costa da Cornualha e imediatamente o Conselho Privado se reuniu. No entanto, as evidências de apenas um navio não foram suficientes. Além disso, a frota inglesa ainda não havia chegado. Eles só podiam enviar ordens, pagamentos e suprimentos para a frota na esperança de que ela retornasse a tempo. Os poucos navios na área, incluindo o Vanguard, foram imediatamente enviados. O primo da Rainha, Tomás Butler, 10.º Conde de Ormond, recebeu o comando de todas as forças militares na Irlanda, caso os navios espanhóis decidissem desembarcar lá. A própria Isabel foi informada sobre a frota espanhola em 26 de outubro, dois dias após a abertura do Parlamento.
A tempestade teve um efeito enorme na frota espanhola. Vários navios foram varridos muito mais ao norte da Cornualha até a costa galesa. Os capitães espanhóis então se encontraram conforme as instruções. Três navios chegaram perto de Pembrokeshire e seguiram em direção a Milford Haven, o objetivo secundário. A caravela Nuestra Senora Buenviage, de quarenta toneladas, foi levada à costa pela tempestade até Milford Haven, onde foi capturada e depois saqueada. Ela tinha ouro e prata a bordo. A milícia galesa lutou por isso, com um homem ferido. Outro navio encalhou perto de Aberdyfi em 26 de outubro, o Urso de Amsterdã, de 120 toneladas. A má navegação significou que ele havia perdido Milford Haven, mas navegou através do Estuário Dyfi. Eles desembarcaram homens em terra, mas foram emboscados pela Milícia Merionethshire, tendo dois mortos e quatro capturados. Eles então recuaram de volta para o navio, mas não puderam partir devido à falta de vento. Ao largo da Ilha Caldey, um navio do tesouro espanhol de Dunquerque encalhou, mas a desordem entre os habitantes locais permitiu que ele escapasse.

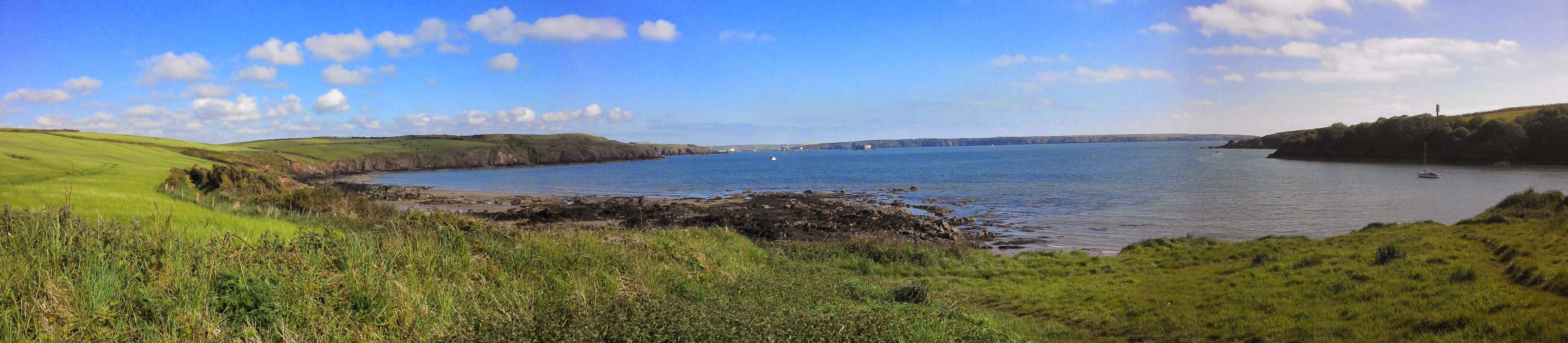
Panorâmica da praia de Sandy Haven perto de Milford Haven. Alguns navios espanhóis acabaram por aqui.

Na Cornualha, uma força espanhola desembarcou 700 soldados de elite em uma praia em um dos riachos do rio Helford, perto de Falmouth, entrincheirando-se na espera por reforços. A milícia inglesa começou a chegar em grande número (embora mal armada), mas a frota espanhola ainda estava irremediavelmente dispersa. Sem esperança de reforço, as tropas espanholas reembarcaram no escuro, depois de apenas dois dias em terra.

### Preparativos ingleses
Os rumores causaram confusão e, como resultado, Plymouth e a área circundante foram colocadas em alerta. Sir Ferdinand Gorges, o Governador do Forte de Plymouth, colocou 500 homens de guarda na cidade e uma  pinaça foi enviada para informar a posição da frota espanhola. Gorges recebeu relatórios sobre os desembarques na Cornualha e no País de Gales, além de observações de navios espanhóis. Imediatamente enviou as informações ao Parlamento e à Rainha em Londres, no menor tempo possível. Um pânico excitado se instalou em grande parte da Inglaterra e do País de Gales. As tropas foram sendo chamado de volta de Amiens, na França, onde recentemente haviam capturado a cidade. Também foram mobilizadas tropas no oeste do país. Charles Blount, o 8º Barão Mountjoy, foi colocado no comando das forças terrestres inglesas enquanto os poucos galeões de Chatham foram enviados para as costas da Cornualha e Devon. Embora dispersos por uma tempestade, chegaram a Falmouth alguns dias depois, mas na chegada não avistaram nenhum navio espanhol.
Ao mesmo tempo, alguns navios espanhóis ainda estavam presentes na costa da Inglaterra, vagando em confusão, sem conseguir encontrar nenhum porto. Eventualmente, com vento de popa, Brochero deu ordem para voltar à Espanha e eles retornaram em desordem para Corunha.

### A frota inglesa chega

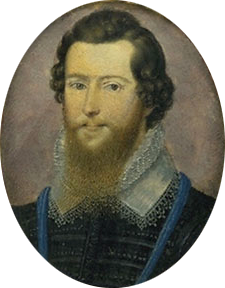
O Conde de Essex

Em 23 de outubro, um dia após os espanhóis ordenarem uma dispersão, elementos líderes da frota inglesa começaram a retornar para Falmouth, Plymouth e Dartmouth, mas surpreendentemente perderam completamente o contato com a frota espanhola em retirada. A certa altura, ambas as frotas inglesa e espanhola estavam em linhas convergentes uma com a outra. Quando o Conde de Essex chegou, logo soube da situação por Mountjoy e ambos ficaram surpresos sobre como a frota inglesa havia perdido a espanhola. Essex imediatamente escreveu carta ao Parlamento e à Rainha para salvar a situação. Inicialmente, ele foi investido pela Rainha com todos os poderes. O esquadrão do canal recebeu ordem de aderir à sua bandeira. O governo logo depois ficou impressionado com suas ações e compreensão das intenções da frota espanhola: a captura de Falmouth ou Milford Haven ou a intercepção da frota inglesa dos Açores. No entanto, pouco depois, numa carta rigorosa da Rainha, ele foi repreendido pelas suas falhas nos Açores e pelo fato de a Inglaterra ter sido deixada desprotegida. Essex foi imediatamente à Corte de São Jaime para explicar suas ações, mas foi recebido por uma desaprovação gelada da Rainha. Depois disso, ele voltou para casa em Wanstead para cuidar de sua miséria. Howard de Effingham, na ausência de Essex, recebeu o comando da frota para garantir que a ameaça fosse aliviada.
Poucos dias depois, o último dos ingleses chegou, incluindo o vice-almirante da frota Sir Walter Raleigh no galeão Warspite sob o comando de Sir Arthur Gorges, que foi levado para St Ives. O Warspite estava indo até o porto para reparos, mas logo avistou uma barca e uma pinaça espanholas. Gorges os interceptou e após uma breve ação os capturou junto com os soldados e tripulação. Em seguida, ele levou os prêmios para St Ives. Juan Triego, o capitão da pinaça, foi interrogado por Gorges e Raleigh. Ele foi forçado a revelar planos e disposições espanholas. Eles também descobriram que os espanhóis já haviam reunido informações na costa inglesa um ano antes. Perez, o capitão da barca, também confirmou a mesma informação. Todos os outros oficiais e capitães prisioneiros, de St Ives e Milford Haven, foram interrogados. Informações detalhadas da força e da organização da frota foram obtidas. Seu tamanho formidável pela primeira vez foi claramente compreendido. A frota espanhola chegou à proximidade de dez léguas da península The Lizard, e o perigo nesse momento ainda era real. Relatos de navios ingleses que retornavam da viagem aos Açores informaram que  tinham visto navios espanhóis, embora a longa distância.

### Sortida

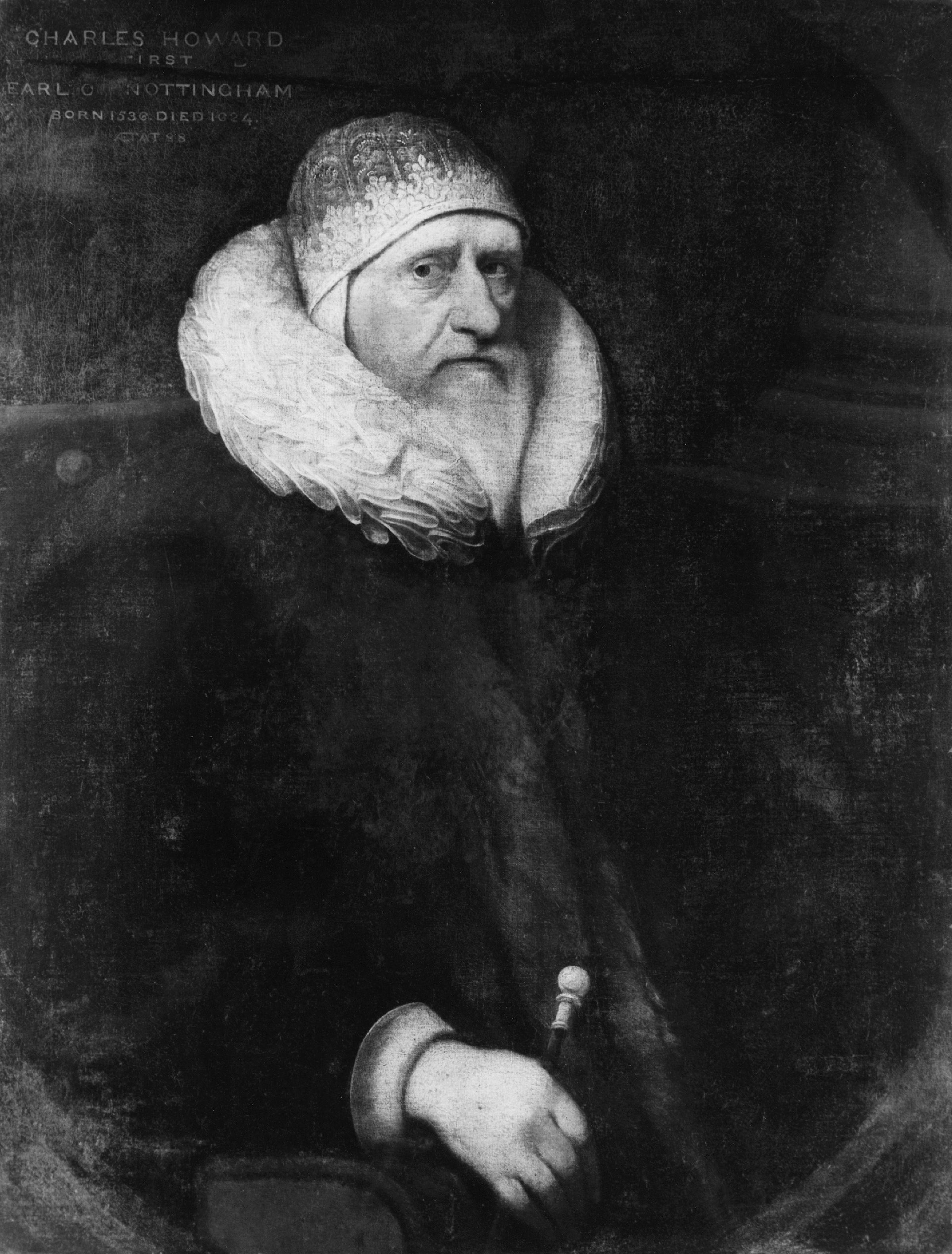
Charles Howard, 1º Conde de Nottingham

Raleigh, tendo sido nomeado Tenente-General, partiu de St Ives por terra e juntou-se a Howard em Plymouth. Eles apressadamente colocaram no mar uma pequena frota, sendo que muitos dos tripulantes estavam exaustos do cruzeiro nos Açores, para perseguir os espanhóis . Mountjoy assumiu o comando em terra organizando as tropas e milícias de Plymouth e arredores, sendo logo seria reforçado por tropas dos Países Baixos. No momento em que os ingleses se fizeram ao mar, os elementos de liderança dos espanhóis já haviam chegado em segurança a Corunha, embora os ingleses nada soubessem disso. Os ingleses exploraram o Golfo da Biscaia, indo até mesmo para os portos da França Ocidental em busca de qualquer evidência de chegada de espanhóis.
No dia 30, um navio de guerra sob o comando do Capitão Bowden, da frota de Howard, interceptou e capturou um navio da frota espanhola ao largo do Cabo Finisterra. O prêmio era um flyboat transportando um capitão do exército e 40 soldados, além de marinheiros. Bowden os embarcou e levou para a Inglaterra, com uma tripulação de apenas 28 homens e meninos. O capitão e os oficiais foram novamente interrogado e a mesma evidência da invasão espanhola foi dada. Dessa vez, a notícia foi que o capitão só tinha visto um dos seus companheiros dirigindo-se a cerca de 30 léguas, até a costa de Espanha. Outras evidências da retirada espanhola foram fornecidas por Sir George Carew, 1º Conde de Totnes, no navio Aventura que após uma tempestade levou seu esquadrão mais para o sul. Ele viu e imediatamente perseguiu onze navios portando a bandeira de Castela, que voltavam rapidamente para casa, na Espanha. Os navios espanhóis estavam muito à frente para serem interceptados, então Carew juntou-se a Howard com a frota principal para dar a notícia. Esses dois relatórios significaram que a invasão estava efetivamente encerrada. Howard e Raleigh enviaram a frota de volta a Plymouth, a fim de relatar a notícia ao Parlamento e à Corte.

### Fim
O único navio espanhol na área saiu da Armada: o Urso de Amsterdã de 120 toneladas ainda estava em Aberdyfi. Depois de dez dias devido à falta de vento, o Urso de Amsterdã não pôde ser abordado pela milícia, pois não havia barcos adequados. Uma tentativa de queimar o navio foi frustrada pelo vento e o Urso de Amsterdã finalmente partiu. Ele foi conduzido por aí na península da Cornualha e varrido no canal por um vendaval de leste, sofrendo alguns danos. Na esperança de ver os espanhóis já em Falmouth, o navio foi capturado não muito longe dali, em 10 de novembro, por um esquadrão de vigilância inglês. Ele foi levado a Dartmouth com 70 espanhóis feitos prisioneiros, sendo este o último navio da Armada a ser capturado.

## Consequências
Em meados de novembro, ficou claro que a invasão da Armada Espanhola tinha obviamente falhado e alguns restos flutuantes de navios espanhóis estavam desembarcando na costa inglesa. A frota, as milícias e as tropas foram mantidas em alerta, mas percebeu-se que o perigo havia passado e foram assim dispersados para os quartéis de inverno. As tropas que chegaram do continente retornaram para a Holanda ou França, uma vez a situação havia melhorado.
No total, sete navios e cerca de outras quinze embarcações foram afundados. Seis navios espanhóis no total da Armada foram capturados pelos ingleses em todo o sudoeste da Inglaterra e oeste do País de Gales. Apenas um grande galeão foi perdido, enquanto um navio mercante foi capturado pelos franceses, no qual seus trezentos tripulantes foram presos. Ao todo, entre 1.500 e 2.000 soldados, marinheiros e civis foram perdidos, capturados ou adoeceram. Uma reunião realizada em 21 de novembro estimou o número de embarcações na Corunha em 108 navios, muitos deles necessitando de reparos. Toda a frota precisava de novos suprimentos, especialmente alimentos. Com essas perdas, o fracasso da campanha acabou com qualquer esperança de fazer um novo ataque durante o resto do ano. Além disso, o núcleo dos católicos ingleses não se levantou em rebelião, mesmo quando a frota espanhola no mar era conhecida por eles. Na verdade, muitos até falaram em apoio à luta contra os hispânicos. O rei Filipe, de acordo com os comandantes espanhóis, tinha mais confiança em Deus do que na preparação. Padilla ficou tão irritado com a falta de preparo que disse ao rei espanhol:

Se Vossa Majestade decidir um atentado contra a Inglaterra, tome cuidado para fazer os preparativos em boa quantidade e em tempo útil. Senão, é melhor fazer a paz.— Martín de Padilla ao rei Filipe II

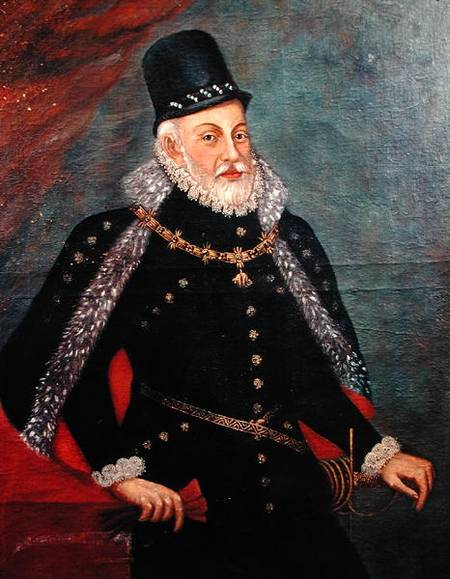
Filipe II da Espanha

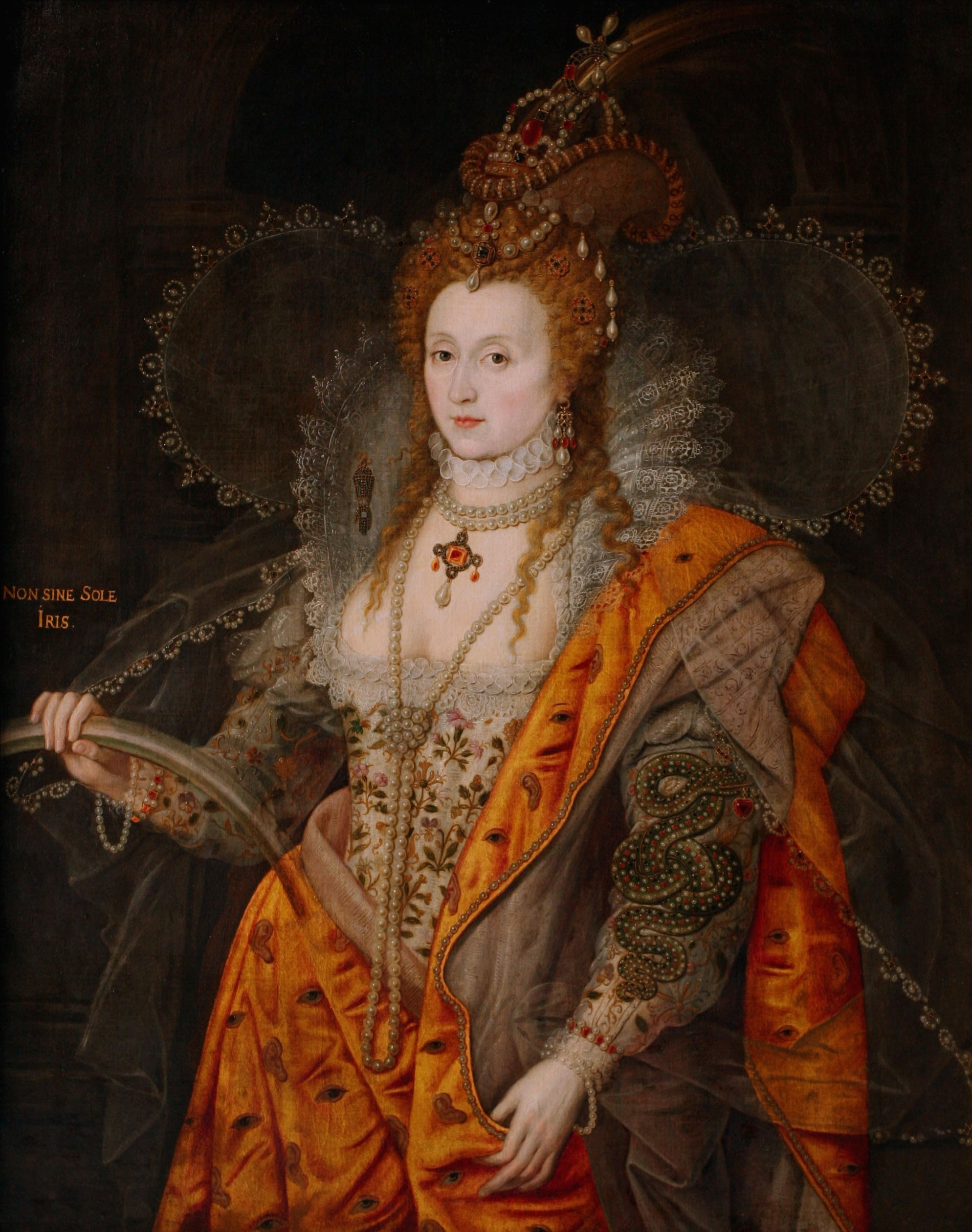
Isabel I da Inglaterra

O rei espanhol ficou perturbado com a notícia da derrota e sabia que não havia possibilidade de um terceiro ataque da Armada ser tentado. Depois ele adoeceu, teve paralisia e desapareceu em seu palácio. Fogueiras e procissões por toda a Espanha foram acesas na esperança de que sua saúde retornasse. Antes de adoecer, Filipe decidiu que ele só queria paz. Sua saúde não melhorou e ele morreu no ano seguinte.
Para os ingleses e em particular para a rainha Isabel foi mais uma questão de sorte a forma como a Inglaterra foi salva. No entanto, ela estava descontente com Essex pelo fato de a expedição aos Açores ter sido um fracasso, bem como por ter deixado a costa da Inglaterra indefesa. Os ingleses obtiveram informações vitais dos navios e prisioneiros espanhóis capturados. Em poucos dias, enquanto os navios estavam ao largo das costas inglesa e galesa, eles foram capazes de saber tudo o que estava acontecendo, incluindo os objetivos e informações gerais estratégia da Armada Espanhola. Howard em seu retorno foi recompensado logo depois pela rainha e foi nomeado Conde de Nottingham.
No entanto, lições foram aprendidas, em particular em Falmouth, onde o engenheiro militar consultor de Mountjoy, Paul Ivey, foi responsável pelo fortalecimento dos castelos em St Mawes e Pendennis. Esses castelos foram colocados em atividade imediatamente, pois informações dos prisioneiros afirmavam que uma tentativa de invasão seria tentada no verão seguinte, mas apenas se a tomada de Falmouth ou Milford fosse bem-sucedida. Isso foi confirmado por um espião inglês na Espanha, que comentou sobre a confusão e o infortúnio espanhol que se seguiu, mas disse que eles "se gabaram do que fariam na próxima primavera". As defesas de  Plymouth e Milford Haven também foram melhoradas, assim como as unidades de milícias treinadas na arte da guerra. No total, duas companhias de soldados de infantaria ingleses dos Países Baixos estiveram presentes na Cornualha. Tropas inglesas da França em prontidão voltaram para lá a fim de lutar com Henrique IV na Bretanha, no final da guerra franco-espanhola, antes da assinatura da Paz de Vervins.
Os espanhóis nunca mais tentariam enviar uma grande Armada naval dirigida à Inglaterra. O custo foi quase ruinoso para a Espanha e quase levou novamente à falência as finanças do país. No entanto, não foi tão grave quanto o fracasso do ano anterior, uma vez que barras de ouro e prata ainda chegavam em grande número das Américas. A dívida intransponível aumentou e logo após a campanha houve um acordo adicional para solucioná-la.
O fracasso da Armada cedeu efetivamente a iniciativa naval à Inglaterra, que ainda foi capaz de lançar expedições à Espanha sem muitos obstáculos. Pela primeira vez na história naval inglesa, bloqueios no mar eficazes foram lançados com expedições, como um liderado por William Monson e Richard Leveson, mais notavelmente na Batalha da Baía de Sesimbra, em 1602. Eles também puderam defender o Canal quando, alguns meses mais tarde, uma frota espanhola de galeras foi derrotada por uma força anglo-holandesa, na Batalha dos Mares Estreitos. Somente quando a paz foi estabelecida é que a Espanha pôde poupar suas colônias e seus navios mercantes de qualquer dano dos "cães do mar" da Inglaterra.
Em 1598, o novo rei Filipe III seria mais cauteloso. Sob o conselho de Dom Francisco Gómez de Sandoval, 1º Duque de Lerma, tentaria mais um ataque. Dessa vez em 1601 na Irlanda,  em apoio aos clãs irlandeses liderados por Hugh O'Neill, Conde de Tyrone, contra o domínio inglês. Nessa ocasião, a Armada conseguiu desembarcar uma força muito menor sob o comando de Juan del Águila e Pedro de Zubiaur, depois de uma forte tempestade novamente quase pôr fim à operação. No entanto, esse empreendimento também  terminou em desastre, quando toda a força espanhola capitulou após a derrota na Batalha de Kinsale.
A paz entre Espanha e Inglaterra só seria estabelecida em 1604, pelo Tratado de Londres.

## Legado
Em 1953, durante a coroação da rainha Isabel II, em Aberdyfi, um navio local foi equipado para representar a caravela espanhola O Urso de Amsterdã. Ele atracou no meio do rio e foi incendiado. Um restaurante na mesma cidade também leva o nome do navio.

## Diversos
- Os eventos da Terceira Armada Espanhola são o enredo do romance histórico, O Bosque das Águias de Winston Graham